# Huonia
Genre
Huonia est un genre d'insectes de la famille des Libellulidae, appartenant au sous-ordre des anisoptères dans l'ordre des odonates. Il comprend quinze espèces.

## Espèces du genreHuonia
- Huonia arborophila Lieftinck, 1942
- Huonia aruana Lieftinck, 1935
- Huonia daphne Lieftinck, 1953
- Huonia epinephela Förster, 1903
- Huonia ferentina Lieftinck, 1953
- Huonia hylophila Lieftinck, 1942
- Huonia hypsophila Lieftinck, 1963
- Huonia melvillensis Brown & Theischinger, 1998
- Huonia moerens Lieftinck, 1953
- Huonia oreophila Förster, 1935
- Huonia rheophila Lieftinck, 1935
- Huonia sylvicola Lieftinck, 1942
- Huonia thais Lieftinck, 1953
- Huonia thalassophila Förster, 1903
- Huonia thisbe Lieftinck, 1953